# Semněvice
Semněvice är en ort i Tjeckien.   Den ligger i regionen Plzeň, i den västra delen av landet, 120 km sydväst om huvudstaden Prag. Semněvice ligger 487 meter över havet och antalet invånare är 143.
Terrängen runt Semněvice är platt.Runt Semněvice är det ganska tätbefolkat, med 67 invånare per kvadratkilometer. Närmaste större samhälle är Horšovský Týn, 7,6 km söder om Semněvice. Trakten runt Semněvice består till största delen av jordbruksmark.